# Thanon Thong Chai
La catena montuosa Thanon Thong Chai (in thailandese ทิวเขาถนนธงชัย, Thiw Khao Thanon Thong Chai) è la più estesa della Thailandia, è suddivisa in tre rami che si sviluppano lungo l'asse nord-sud e si trova nel nord-est del Paese. È considerata l'estensione verso sud delle catene che formano l'Altopiano Shan, in particolare dei monti Daen Lao. Come altre catene della parte sud dell'altopiano Shan, si è formata con strati di sedimenti alluvionali depositati su pietra dura. La cima più elevata è il Doi Inthanon, che con i suoi 2 565 metri è anche la più alta montagna thailandese.

I monti Thanon Thong Chai nel distretto di Mae Chaem

## Geografia

### Limiti ed estensione
Il gruppo montuoso si estende per circa 500 km dal fiume Pai a nord fino al Passo delle tre pagode a sud e per circa 200 km dal confine con la Birmania a ovest fino alla valle del fiume Ping a est, coprendo a nord gran parte delle province di Mae Hong Son e Chiang Mai. Il fiume Pai lo separa verso nord dai monti Daen Lao. I monti Thanon Thong Chai si suddividono in tre rami paralleli tra loro, verso sud si uniscono e le montagne attraversano la provincia di Tak. Terminano al Passo delle Tre Pagode, in provincia di Kanchanaburi, dopo il quale hanno inizio i Monti del Tenasserim, che si snodano con una serie di catene lungo tutta la Penisola malese.

### Ramo orientale
Il ramo orientale prende il nome Doi Inthanon, si estende quasi per intero nella provincia di Chiang Mai e comprende le cime più elevate tra cui l'omonima montagna e il popolare Doi Suthep. Si affaccia a est sulla valle del fiume Ping e sulla città di Chiang Mai; sul versante ovest si trova la valle del fiume Chaem, che scorre verso sud e getta le sue acque nel Ping nel distretto di Hot. Verso est una parte della catena si estende anche aldilà del Ping, nella provincia di Lamphun, e si collega con i monti Khun Tan, che a loro volta si sviluppano lungo l'asse nord-sud.

### Ramo centrale
La valle del Chaem separa la catena Doi Inthanon dalla catena dei Thong Chai occidentali, le cui sommità tracciano la linea di confine tra la le province di Chiang Mai a est e Mae Hong Son a ovest. Nella valle a ovest dei Tong Chai occidentali scorre verso sud il fiume Yuam, le cui acque si gettano nel fiume Moei per poi confluire nel Saluen. La catena dei Thong Chai occidentali fa quindi anche da spartiacque tra il bacino idrografico del Saluen, che sfocia nel Mare delle Andamane, e quello del fiume Chao Phraya, che raccoglie le acque del Ping e sfocia nel Golfo del Siam.

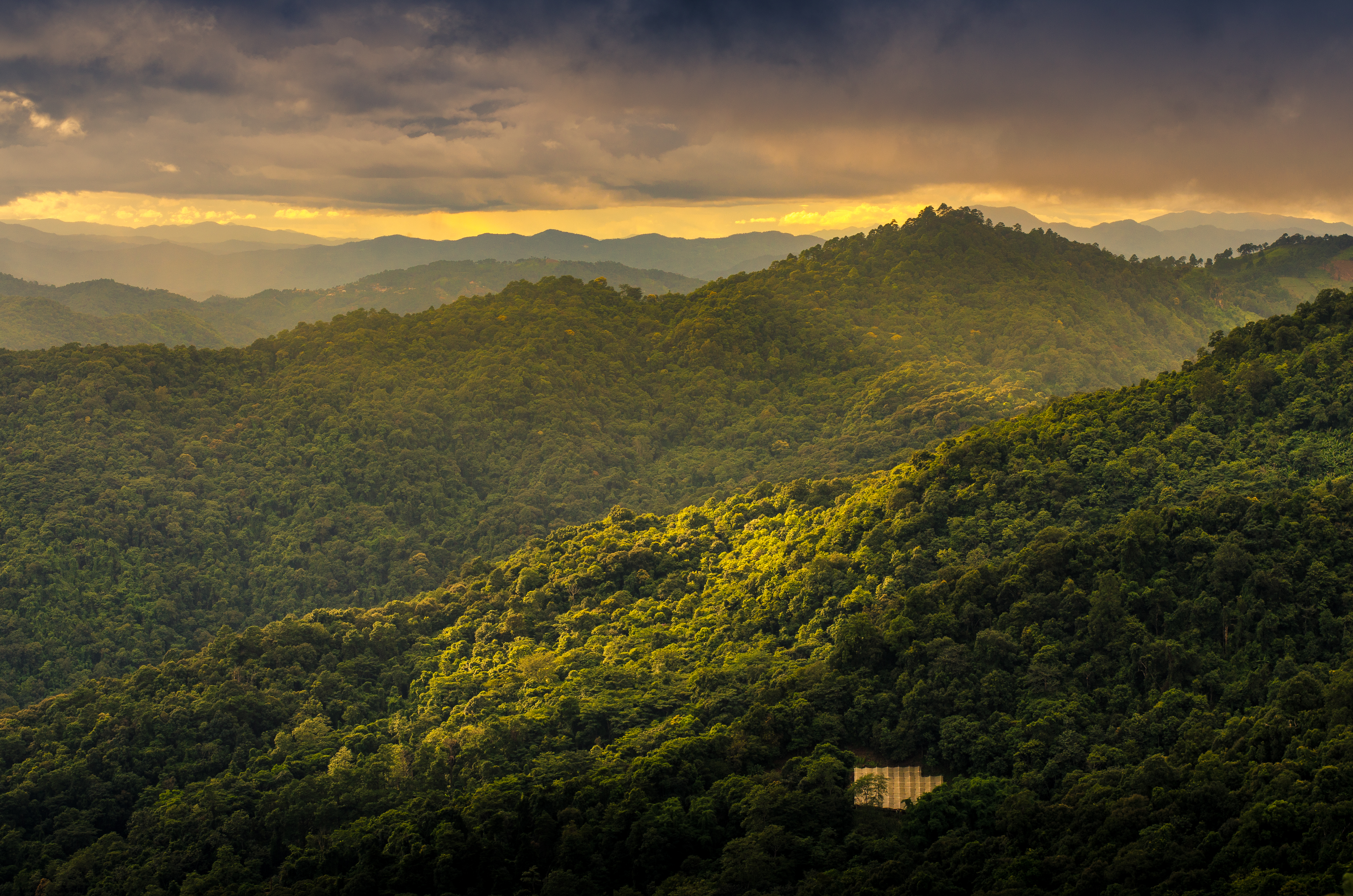
Vista sul Parco nazionale Doi Suthep-Pui, una delle molte aree protette che si trovano nei monti Thanon Thong Chai

### Ramo occidentale
Secondo quanto riportato sul sito del Ministero della Difesa thailandese, fa parte dei monti Thanon Thong Chai anche la catena montuosa dei Monti Dawna (in thailandese ดอยมอนกุจู, Doi Monguju), che è parallela alle altre due; separa la valle dello Yuam da quella del Saluen e segna il confine tra Thailandia e Birmania.

### Clima
La zona in cui si trovano le montagne è tipica del clima tropicale monsonico, con forti piogge durante tutto l'anno, in particolare quando spira il monsone di sud-ovest proveniente dal Mare delle Andamane, che causa inondazioni. Le temperature sono alte nella stagione calda e molto fredde in quella invernale.

## Risorse naturali

### Sottosuolo
Ricchi giacimenti di stagno, wolframite, cassiterite e scheelite sono presenti nelle impervie montagne del distretto di Mae Sariang, in provincia di Mae Hong Son, nei pressi della frontiera birmana. L'attività di estrazione ebbe inizio nel 1948 in quello che sarebbe diventato il distretto minerario di Mae Lama.

## Popolazione
Sulle montagne dei Thanon Thong Chai, in particolare lungo le aree di confine con la Birmania. sono presenti folte comunità di immigrati appartenenti a diverse etnie provenienti dalla stessa Birmania, rifugiatesi in Thailandia a seguito delle ripetute repressioni messe in atto dal governo birmano contro le minoranze etniche ribelli dopo la conquista dell'indipendenza alla fine della seconda guerra mondiale. La sopravvivenza di queste comunità è garantita dall'abbondanza di acqua della zona e dalle risorse delle foreste.